# Linden (Neunkirchen-Seelscheid)
Linden ist ein Ortsteil von Seelscheid in der Gemeinde Neunkirchen-Seelscheid im Rhein-Sieg-Kreis. 

## Lage
Der ehemals eigenständige Ort Linden liegt im Südosten von Seelscheid an den Hängen des Wahnbachtales. Oberlinden lag etwas höher an der Bundesstraße 56. Ehemalige Nachbarorte waren Post Seelscheid im Norden, Hausen im Süden und Weesbach im Westen. 

## Geschichte
1830 hatte Linden elf Einwohner. 1845 hatte der Hof sechs katholische und neun evangelische Einwohner (15) in drei Häusern. 1888 gab es in Linden 57 Bewohner in 12 Häusern, Oberlinden hatte 16 Einwohner in zwei Häusern.
1910 wohnten in Linden die Familien Uhrmacher August Färber, Ackerer Julius Haas, die Schneider August und Daniel Linden, Pfarrer im Ruhestand August Merklinghaus, Kleinhändler Robert Oberdörster, Konditor August Schöneshöfer und Ackerer Johann Wilhelm Schöneshöfer.
Der Weiler gehörte bis 1969 zur Gemeinde Seelscheid.